# Federico Borromeo
Federico Borromeo (Milà, 16 d'agost de 1564 - 21 de setembre de 1564) va ser un prelat italià, que va ser cardenal arquebisbe de Milà de 1595 a 1631. Va fundar en aquesta ciutat cap a 1600 la famosa biblioteca Ambrosiana. Era cosí de Sant Carles Borromeo, que el va precedir la seu episcopal de la capital llombarda.

## Formació
Va fer els seus estudis a Pavia al Col·legi Borromeo, obtenint els seus diplomes en teologia i en dret. Va rebre els ordes menors al clergat diocesà, i va tornar a Roma l'any 1585 per seguir estudis clàssics. Va esdevenir prevere a finals de 1593.

## Arquebisbe de Milà
Fet cardenal per Sixt V (Felice Peretti) el 18 de desembre de 1587 (amb només 23 anys) i amb el títol de Santa Maria in Domnica, després l'any 1589 el de Santi Cosma e Damiano i arquebisbe de Milà el 24 d'abril de 1595 amb 31 anys, va seguir tanmateix l'exemple del seu predecessor i cosí Carles mantenint la disciplina del clergat, fundant esglésies i col·legis, aplicant les regles sorgides del concili de Trento, i donant exemple d'una gran beneficència durant el període de fam de 1628 i l'epidèmia de pesta de 1630.
Durant el seu llarg cardenalat, va participar en vuit conclaves, sobretot els que van elegir Climent VIII, Pau V, Urbà VIII. Va empènyer el seu cosí i successor Cesare Monti a abraçar la vida eclesiàstica.
Va morir a Milà el 21 o 22 de setembre de 1631.

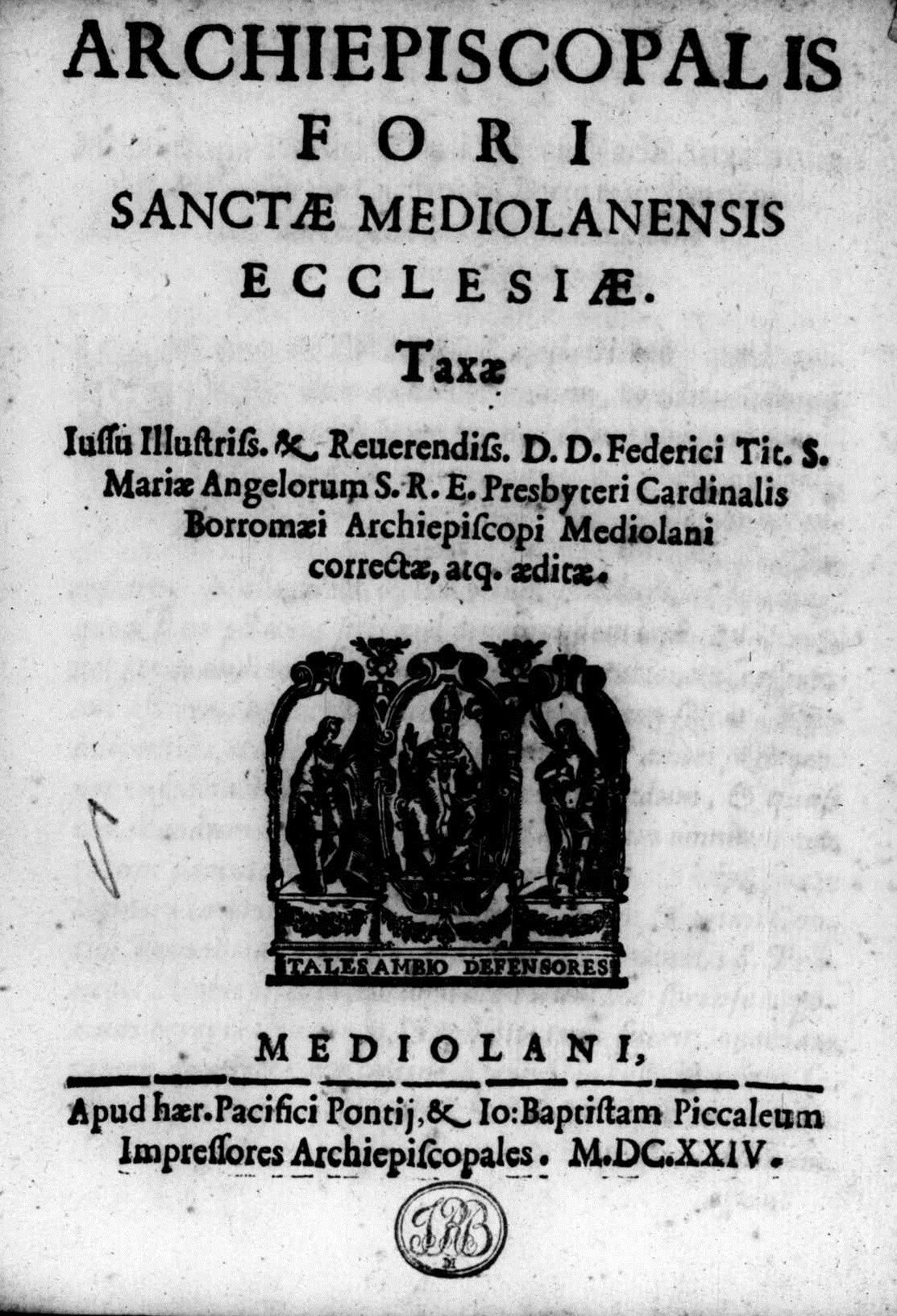
Archiepiscopalis fori Sanctae Mediolanensis Ecclesiae taxae, 1624

## Biblioteca Ambrosiana

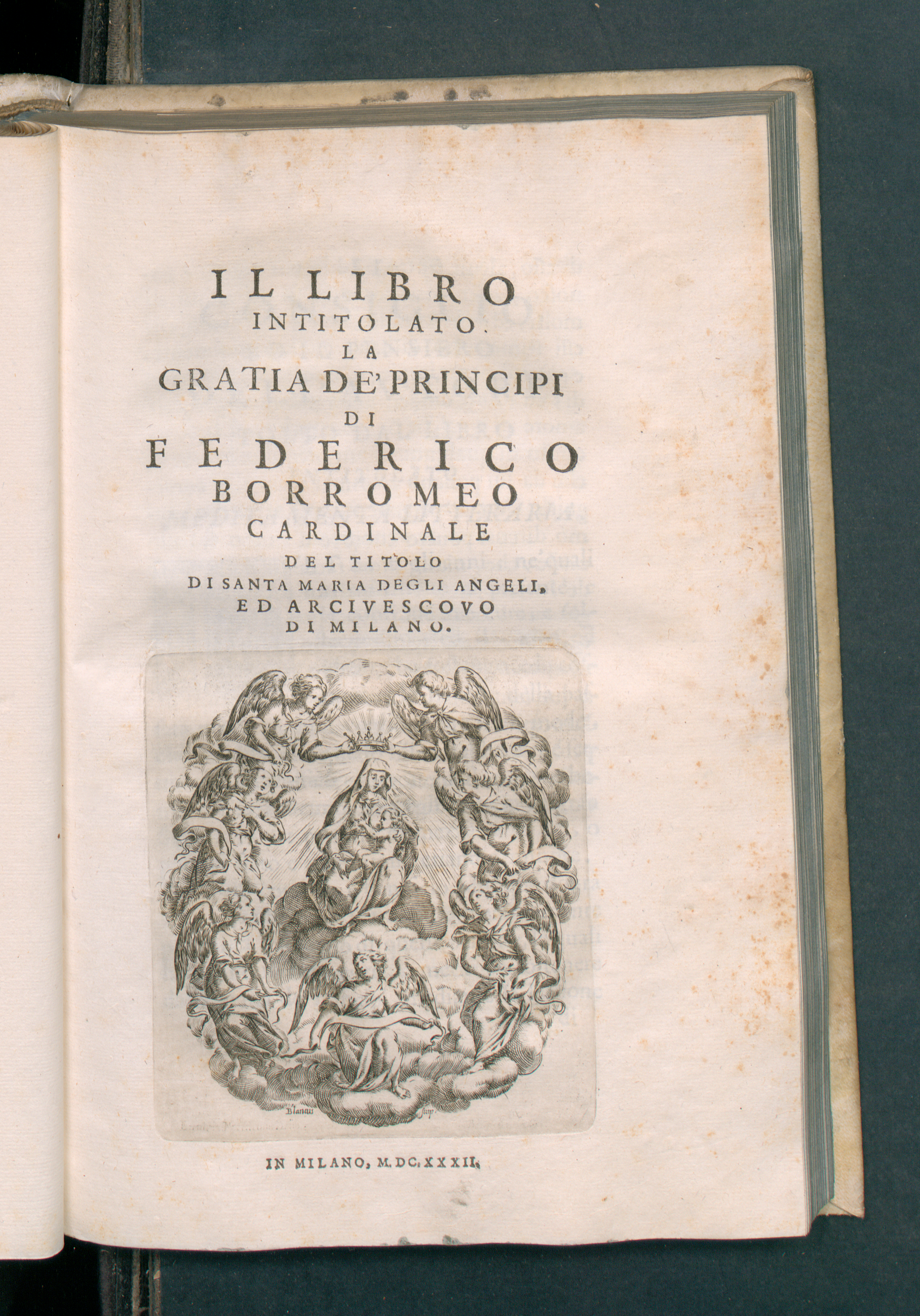
Gratia de' principi, 1632

L'any 1602 va fundar la Biblioteca Ambrosiana, així anomenada en memòria de sant Ambrosi. L'any 1618, la va decorar amb un conjunt d'estàtues i de marcs, d'aquí la denominació Quadreria Ambrosiana que esdevindrà a continuació Pinacoteca Ambrosiana. L'objectiu de la Quadreria era de crear una estructura de suport a la nova Acadèmia Ambrosiana, creada per Borromeo l'any 1621, de la qual Giovanni Battista Crespi (el Cerano) era primer president.
Frans Snyders, pintor flamenc especialista de naturaleses mortes i de pintura animalista, va ser introduït en el seu cercle al setembre de 1608 per Jan Brueghel el Vell.

## Altres contribucions artístiques
Va fer erigir l'estàtua del seu cosí sant Carles Borromeo a Arona; va embellir també la Catedral de Milà, on va ser amortallat davant l'altar de la Mare de Déu de l'Arbre.

## Citat per Manzoni
Alessandro Manzoni a I promessi sposi (Els promesos) n'exalta la noble figura d'humanista.